# Björkfors (Kinda)
Björkfors is een plaats in de gemeente Kinda in het landschap Östergötland en de provincie Östergötlands län in Zweden. De plaats heeft 77 inwoners (2005) en een oppervlakte van 38 hectare.